# Psilophrys ghilarovi
Psilophrys ghilarovi är en stekelart som beskrevs av Japoshvili 2005. Psilophrys ghilarovi ingår i släktet Psilophrys och familjen sköldlussteklar.
Artens utbredningsområde är Turkiet. Inga underarter finns listade i Catalogue of Life.